# Кандис Суейнпоъл
Кандис Суaнeпол (на африкаанс: Candice Swanepoel) е южноафрикански супермодел. Най-известна е като един от ангелите на Викторияс Сикрет.

## Живот и кариера
Кандис е родена в Мууи Ривър, провинция Квазулу-Натал. Забелязана е от скаут на пазара в Дърбан на 15-годишна възраст. До 16-годишна възраст, Суaнeпол е спечелила € 5,000 000 за един ден на работа.  Снимала се е за кориците на Вог, Ел, Джи Кю, Харпърс Базаар и Оушън Драйв, както и в реклами на Найк, Дизел, Том Форд, Томи Хилфайгър, Версаче. Дефилирала е на модния подиум за Томи Хилфайгър, Долче & Габана, Фенди, Шанел, Бетси Джоунс, Даян фон Фюрстенбург, Живанши, Жан-Пол Готие и други. Кандис Суaнeпол моделира за Kardashians 2010
През 2010 г. сключва договор с Викторияс Сикрет и става един от ангелите на марката дамско бельо. От 2007 г. участва в „Модното шоу на Викторияс Сикрет“. На 12 август 2010 г. отваря собствен магазин от веригата в канадския град Едмънтън.Суaнeпол дебютира под номер 10 на „Форбс“ най-печелившите модели в света списък с приходи от $ 3 милиона между 2010 и 2011 г.